# Rečica ob Savinji
Rečica ob Savinji là một khu tự quản của Slovenia. Rečica ob Savinji thuộc về vùng kịch sử Hạ Styria và nay thuộc vùng thống kê Savinjska. Đô thị này được lập năm 2006 tách ra từ Mozirje. Rečica ob Savinji có diện tích 30,1 km2, dân số là 2300 người (năm 2001).